# Mariya Ahmed Didi
Mariya Ahmed Didi (ur. 1963) – malediwska prawniczka i polityczka. Pierwsza kobieta na stanowisku ministra obrony Malediwów.

## Życiorys

### Młodość, edukacja i kariera zawodowa
Didi urodziła się w 1963 roku. Ma dziesiątkę rodzeństwa. Uczęszczała do szkoły podstawowej w Male, stolicy kraju. W grudniu 1976 roku wyprowadziła się do Bengaluru, gdzie kontynuowała edukację.
Pracowała jako kierowniczka projektu w ministerstwie handlu i przemysłu Malediwów. W 1988 roku przeprowadziła się wraz z synem do Wielkiej Brytanii. Uzyskała tytuł Bachelor’s degree oraz dyplom magisterski z prawa na Uniwersytecie w Aberystwyth w Walii. Została pierwszą prawniczką na Malediwach.

### Działalność polityczna
Była członkinią komisji odpowiedzialnej za przygotowanie nowej konstytucji kraju z 2008 roku.
Przez ponad 20 lat była członkinią Parlamentu Malediwów. Została wybrana przewodniczącą Dhivehi Rayyithunge Demokretik Paati, jako pierwsza kobieta przewodnicząca partii politycznej na Malediwach. Była rzeczniczką prasową kampanii prezydenckiej Ibrahima Mohameda Soliha w trakcie wyborów prezydenckich w 2018 roku oraz w 2023 roku.
17 listopada 2018 roku objęła stanowisko ministra obrony w rządzie Prezydenta Malediwów Ibrahima Mohameda Soliha, składając ślubowanie. Została pierwszą kobietą na tym stanowisku w historii kraju. Została szefową krajowej agencji odpowiedzialnej za ograniczenie rozprzestrzeniania się i wpływu pandemii COVID-19 na Malediwach. Po przegranych przez Soliha wyborach prezydenckich w 2023 roku zakończyła pełnienie funkcji ministra. Jej następcą został Mohamed Ghassan Maumoon.

### Pozostała działalność
W 1984 roku wygrała krajowe mistrzostwa w badmintona.
W 2007 roku została odznaczona przez Departament Stanu Stanów Zjednoczonych Międzynarodową Nagrodą dla Kobiet Niezwykłej Odwagi za swoją aktywność związaną z promowaniem demokracji i praw człowieka na Malediwach. Nagrodę odebrała z rąk Sekretarza stanu Stanów Zjednoczonych Condoleezzy Rice.

### Życie prywatne
Jest mężatką, ma trójkę dzieci. Jej były mąż został oskarżony o sprzeniewierzenie mienia publicznego o wartości ponad 380 milionów dolarów.